# Rhipidoglossum polydactylum
Rhipidoglossum polydactylum är en orkidéart som först beskrevs av Friedrich Fritz Wilhelm Ludwig Kraenzlin, och fick sitt nu gällande namn av Leslie Andrew Garay. Rhipidoglossum polydactylum ingår i släktet Rhipidoglossum och familjen orkidéer. IUCN kategoriserar arten globalt som sårbar. Inga underarter finns listade i Catalogue of Life.